# Concistori di papa Sisto IV

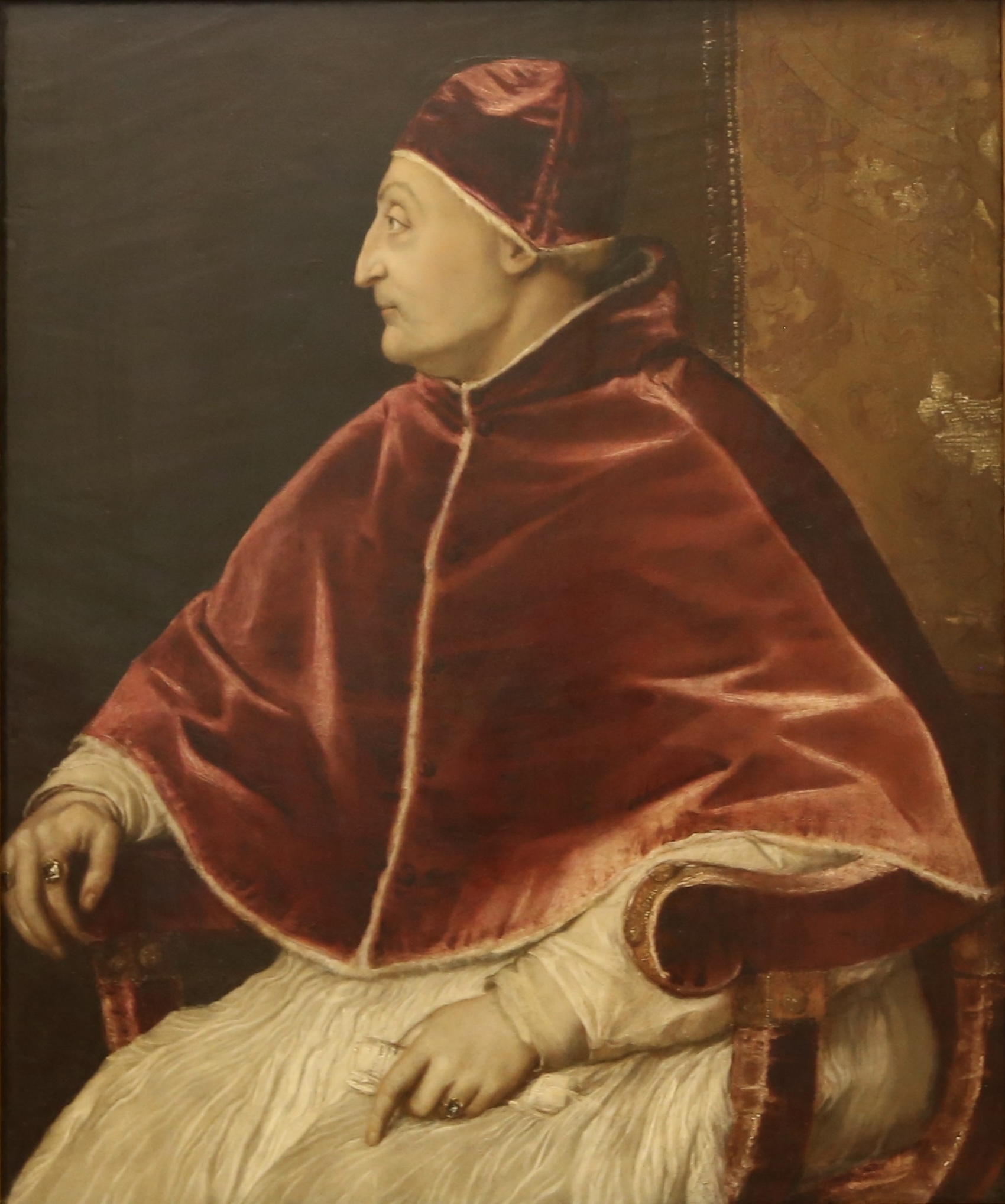
Ritratto del papa Sisto IV, Tiziano

Questa voce raccoglie l'elenco completo dei Concistori ordinari pubblici per la creazione di nuovi cardinali presieduti da papa Sisto IV, con l'indicazione di tutti i cardinali creati.
In nove concistori, Sisto IV ha creato 35 cardinali, provenienti da quattro nazioni: 22 italiani, 7 francesi, 4 spagnoli, 1 portoghese e 1 tedesco.

## 16 dicembre 1471
Il 16 dicembre 1471, durante il suo primo concistoro, papa Sisto IV creò 2 nuovi cardinali, entrambi suoi nipoti, tra cui un futuro pontefice. I due porporati furono:
- Pietro Riario, O.F.M.Conv., nipote di Sua Santità e vescovo di Treviso, creato  cardinale presbitero di San Sisto; deceduto il 3 gennaio 1474.
- Giuliano della Rovere, O.F.M., nipote di Sua Santità e vescovo di Carpentras, creato cardinale presbitero di San Pietro in Vincoli; eletto papa con il nome di Giulio II e deceduto il 21 febbraio 1513.

## 7 maggio 1473
Il 7 maggio 1473, papa Sisto IV creò 8 nuovi porporati, tra cui un altro futuro pontefice. Gli otto porporati furono:
- Philippe de Lévis, arcivescovo di Arles, creato cardinale presbitero dei Santi Marcellino e Pietro; deceduto il 4 novembre 1475.
- Stefano Nardini, arcivescovo di Milano, creato cardinale presbitero (titolo elevato pro illa vice) di Sant'Adriano al Foro; deceduto il 22 ottobre 1484.
- Ausias Despuig, arcivescovo di Monreale, creato cardinale presbitero dei Santi Vitale, Valeria, Gervasio e Protasio; deceduto il 2 settembre 1483.
- Pedro González de Mendoza, vescovo di Sigüenza, creato cardinale presbitero (titolo elevato pro illa vice) di Santa Maria in Domnica; deceduto l'11 gennaio 1495.
- Jacopo Antonio Venier, vescovo di Cuenca, creato cardinale presbitero (titolo elevato pro illa vice) dei Santi Vito e Modesto in Macello Martyrum; deceduto il 3 agosto 1479.
- Giovanni Battista Cybo, vescovo di Molfetta, creato cardinale presbitero di Santa Balbina; eletto Papa con il nome di Innocenzo VIII; deceduto il 25 luglio 1492.
- Giovanni Arcimboldi, vescovo di Novara, creato cardinale presbitero dei Santi Nereo e Achilleo; deceduto il 2 ottobre 1488.
- Philibert Hugonet, vescovo di Mâcon, creato cardinale presbitero (titolo elevato pro illa vice) di Santa Lucia in Silice; deceduto l'11 settembre 1484.

## 1474
Nel concistoro del 1474, avvenuto in data sconosciuta, papa Sisto IV creò un nuovo cardinale in pectore che non venne mai pubblicato. Il nuovo porporato fu:
- Thibaud de Luxembourg, O.Cist., vescovo di Le Mans, creato cardinale presbitero ma non venne mai pubblicato; deceduto il 1º settembre 1477.

## 18 dicembre 1476
Il 18 dicembre 1476, papa Sisto IV creò quattro nuovi cardinali più uno nominato in pectore. I quattro nuovi porporati furono:
- Charles II de Bourbon, arcivescovo di Lione e amministratore apostolico di Clermont, creato cardinale presbitero dei Santi Silvestro e Martino ai Monti; deceduto il 17 settembre 1488.
- Pedro Ferris, vescovo di Tarazona, creato cardinale presbitero di San Sisto; deceduto il 25 settembre 1478.
- Giovanni Battista Mellini, vescovo di Urbino, creato cardinale presbitero dei Santi Nereo e Achilleo; deceduto il 24 luglio 1478.
- Pierre de Foix, O.F.M., vescovo di Vannes e di Aire, creato cardinale diacono dei Santi Cosma e Damiano; deceduto il 10 agosto 1490.

Oltre ai quattro cardinali sopra citati, ne creò un altro in pectore:
- Jorge da Costa, arcivescovo di Lisbona, creato cardinale presbitero dei Santi Marcellino e Pietro. Il suo nome fu rivelato due giorni dopo, il 20 dicembre, nella Basilica di San Pietro in Vaticano; deceduto il 18 settembre 1508.

## 10 dicembre 1477
Il 10 dicembre 1477, papa Sisto IV creò 7 nuovi cardinali, tre dei quali imparentati con il pontefice. I sette nuovi porporati furono:
- Cristoforo della Rovere, parente di Sua Santità e arcivescovo di Tarantasia, creato cardinale presbitero dei Santi Vitale, Valeria, Gervasio e Protasio; deceduto il 1º febbraio 1478.
- Girolamo Basso della Rovere, nipote di Sua Santità e vescovo di Recanati, creato cardinale presbitero di Santa Balbina; deceduto il 1º settembre 1507.
- Georg Hesler, consigliere personale dell'imperatore Federico III d'Asburgo e protonotario apostolico, creato cardinale presbitero (titolo elevato pro illa vice) di Santa Lucia in Silice; deceduto il 21 settembre 1482.
- Gabriele Rangone, O.F.M.Obs., vescovo di Eger, creato cardinale presbitero (titolo elevato pro illa vice) dei Santi Sergio e Bacco; deceduto il 27 settembre 1486.
- Pietro Foscari, primicerio della Basilica di San Marco e protonotario apostolico, creato cardinale presbitero di San Nicola fra le Immagini; deceduto l'11 agosto 1485.
- Giovanni d'Aragona, figlio del re Ferdinando I di Napoli e abate ordinario di Montecassino, creato cardinale diacono di Sant'Adriano al Foro; deceduto il 17 ottobre 1485.
- Raffaele Sansoni Riario della Rovere, nipote di Sua Santità e protonotario apostolico, creato cardinale diacono di San Giorgio in Velabro; deceduto il 9 luglio 1521.

## 10 febbraio 1478
Il 10 febbraio 1478, papa Sisto IV creò un solo nuovo cardinale:
- Domenico della Rovere, nipote di Sua Santità e governatore di Castel Sant'Angelo, creato cardinale presbitero dei Santi Vitale, Valeria, Gervasio e Protasio; deceduto il 22 aprile 1501.

## 15 maggio 1480
Il 15 maggio 1480, papa Sisto IV creò 5 nuovi cardinali. I cinque porporati furono:
- Paolo Fregoso, arcivescovo di Genova, creato cardinale presbitero di Sant'Anastasia; deceduto il 22 marzo 1498.
- Cosma Orsini, O.S.B., arcivescovo di Trani, creato cardinale presbitero di San Sisto; deceduto il 21 novembre 1481.
- Ferry de Clugny, vescovo di Tournai, creato cardinale presbitero di Santi Vitale, Valeria, Gervasio e Protasio; deceduto il 7 ottobre 1483.
- Giovanni Battista Savelli, governatore della Marca Anconitana e protonotario apostolico, creato cardinale diacono dei Santi Vito e Modesto in Macello Martyrum; deceduto il 18 settembre 1498.
- Giovanni Colonna, protonotario apostolico, creato cardinale diacono di Santa Maria in Aquiro; deceduto il 26 settembre 1508.

## 15 novembre 1483
Il 15 novembre 1483, papa Sisto IV creò cinque nuovi cardinali. I cinque nuovi porporati furono:
- Giovanni Conti, arcivescovo di Conza, creato cardinale presbitero dei Santi Nereo e Achilleo; deceduto il 20 ottobre 1493.
- Hélie de Bourdeilles, O.F.M., arcivescovo di Tours, creato cardinale diacono di Santa Lucia in Silice; deceduto il 5 luglio 1484.
- Juan Margarit i Pau, creato cardinale presbitero dei Santi Vitale, Valeria, Gervasio e Protasio; deceduto il 21 novembre 1484.
- Giovanni Giacomo Schiaffinato, vescovo di Parma, creato cardinale presbitero di Santo Stefano al Monte Celio; deceduto il 9 dicembre 1497.
- Giovanni Battista Orsini, chierico della Camera apostolica e protonotario apostolico, creato cardinale diacono di Santa Maria in Domnica; deceduto il 22 febbraio 1503.

## 17 marzo 1484
Il 17 marzo 1484, durante il suo ultimo concistoro, papa Sisto IV creò un solo nuovo cardinale:
- Ascanio Maria Sforza Visconti, vescovo di Pavia, creato cardinale diacono dei Santi Vito e Modesto in Macello Martyrum; deceduto il 27 maggio 1505.

## Fonti
- Concistori di Sisto IV  su Cardinals di Salvador Miranda